# Edukacja kooperatywna
Edukacja kooperatywna – rodzaj edukacji, w której dwie lub więcej osób próbuje wspólnie pozyskać wiedzę lub umiejętności. W odróżnieniu od kształcenia grupowego, model edukacji kooperatywnej zakłada wysoki stopień odpowiedzialności kooperujących osób i wykorzystanie współczesnych narzędzi komunikacji synchronicznej lub asynchronicznej. W podstawach teoretycznych edukacja kooperatywna opiera się na osiągnięciach w zakresie psychologii konstruktywistycznej.
W edukacji kooperatywnej bierze się pod uwagę, że nie jest już możliwe, aby uczący się nauczyli wszystkiego. Przyjmuje się, że wiedza jest podzielona na różne reprezentacje (jest dostępna w sieci, bibliotekach, bazach danych, jak również u przyjaciół i członków grupy kooperujących osób). Stąd głównym zadaniem w procesie nauczania-uczenia się będzie już nie przekazanie jak największej ilości wiedzy, lecz zdobycie umiejętności szybkiego dotarcia do interesującej nas informacji. Nie bez znaczenia są umiejętności szybkiego przetworzenia pozyskanej informacji i takiego jej dostosowania, aby była ona przydatna w rozwiązaniu postawionego problemu. Tego typu umiejętności są pozyskiwane głównie w grupie kooperujących osób.
Edukację kooperatywną stosuje wiele uczelni na całym świecie, wykorzystując do tego przede wszystkim platformy zdalnej edukacji. Coraz więcej krajów decyduje się na wprowadzanie modelu edukacji kooperatywnej także do szkół. Kraje te w międzynarodowych badaniach PISA i TIMSS osiągają najwyższe wyniki nauczania (w Polsce badania te prowadzi Instytut Badań Edukacyjnych). Strategia edukacji kooperatywnej przewiduje daleko idące zmiany modelu edukacji w najbliższych latach.